# Nickel Schonyrst
Nickel (Nicolaus) Schonyrst (auch Schonerst, Schonhirsch) war ein im 15. Jahrhundert lebender Dresdner Ratsherr und Bürgermeister.
Schonyrst entstammte einer ursprünglich aus dem Dorf Schönerstädt bei Leisnig stammenden Familie, deren Name erstmals im Jahr 1405 in Urkunden auftaucht. Er selbst ist 1436 im Zusammenhang mit einer Vereinbarung des Ratsherren Franz Bebrach (Bibrach) mit dem Rat erstmals im Dresdner Stadtbuch erwähnt.
Ab 1443 gehörte Nickel Schonyrst selbst dem Rat an und hatte dort ab 1450 das Amt des Kämmerers inne. 1460 ist er als Zinsherr genannt und war damit für den Einzug der städtischen Erb- und Kapitalzinsen sowie die Verwaltung der Getreidevorräte zuständig. Im Folgejahr wurde er zum Bürgermeister der Stadt gewählt. Gleichzeitig wird er letztmals als Ratsmitglied erwähnt. Eine Urkunde vom 14. April 1465 nennt ihn als Besitzer eines Hauses auf der Großen Judengasse (später Schössergasse).